# 利薩納河
利薩納河（烏克蘭語：Писана），是烏克蘭西部的河流，屬於亞布倫卡河的右支流。該河發源自相基以北，流經利維夫州的桑比爾區，河道全長12公里，流域面積33.4平方公里。